# Urohaustorius halei
Urohaustorius halei is een vlokreeftensoort uit de familie van de Urohaustoriidae. De wetenschappelijke naam van de soort is voor het eerst geldig gepubliceerd in 1936 door Sheard.